# Réchy
Réchy est un village qui appartient à la commune de Chalais en Suisse, dans le canton du Valais.

Vue aérienne (1949)